# Несравненная пара зазнаек (фильм, 1979)
«Несравненная пара зазнаек» (кит. трад. 絕代雙驕, упр. 绝代双骄, палл. Цзюэ дай шуан цзяо), также известный как «Гордые близнецы» (англ. The Proud Twins) — гонконгский художественный фильм в жанре уся 1979 года, экранизация одноимённого романа Гу Луна. Картина срежиссирована Чу Юанем и снята на студии братьев Шао, а главные роли исполнили Фу Шэн и Ын Вайкуок.

## Сюжет
Принцесса из дворца Ихуа влюблена в школяра. К несчастью для неё, он влюблён в свою служанку. Их тайная любовь всплывает, когда предатель проводит принцессу к горному убежищу влюблённых, где она травит их и похищает одного из двух малышей пары, чтобы воспитать его как родного. Второго ребёнка принцесса оставляет его дяде, воину Яню Наньтяню, намеревающимся отыскать человека, предавшего его брата — Цзян Цина.
Воин Янь попадает в засаду, устроенную бандой бойцов, известной как десять злодеев, среди которых Бай Хайсинь, Инь Цзяояо, Ли Дацзюэ, Ха Хаэр и Тао Цзюцзю. Когда Наньтянь попадает в ловушку и под действие обездвиживающего яда, шайка решает вырастить малыша и научить его всем премудростям в боевом деле, чтобы потом парень стал худшим из злодеев. Мальчика подвергают мучительным и строгим тренировкам, а затем помещают в комнату с бешеной собакой. Тем не менее, парень вырастает храбрым бойцом и шалопаем, Цзян Сяоюем. Узнав все трюки своих учителей, Сяоюй побеждает их и отправляется во взрослый мир.
В своих путешествиях Сяоюй сталкивается с Те Синьлань, фехтовальщицей в белом, способной разить дюжину бойцов в одиночку, но сбегает с украденной картой сокровищ. По её следам идёт фехтовальщица Мужун Цзин по прозвищу Зелёная Фея, намеревающаяся вернуть сокровища законному владельцу — своему пропавшему отцу, Наньтяню. Сяоюй, столкнувшись с различными неприятностями, узнаёт, что несколько кланов следуют своим собственным картам в поисках сокровищ. Между тем в дворце Ихуа давно потерянный брат Сяоюя, Хуа Уцюэ, уже опытный фехтовальщик, клянётся убить незнакомого ему человека по причине, которую его мать раскроет только тогда, когда жертва будет мертва. Это человек — Цзян Сяоюй...

## В ролях
Главные и второстепенные
- Фу Шэн — Цзян Сяоюй[кит.]
- Ын Вайкуок[кит.] — Хуа Уцюэ[кит.]
- Кэнди Вэнь[кит.] — Те Синьлань
- Сюзанна Ауён[англ.] — Мужун Цзин / Чжан Цзин / Мужун Цзю
- Вон Юн[кит.] — Янь Наньтянь[кит.]

Приглашённые звёзды
- Ку Куньчун[кит.] — Цзян Юйлан
- Нгай Фэй — монах Шэнь Си
- Китти Мэн — принцесса дворца Ихуа
- Тан Цзин[англ.] — Цзян Цин / Цзян Бехе
- Лю Хуэйлин — Сяо Мими

## Кинопрокат
Премьера в кинотеатрах Гонконга состоялась 19 июля 1979 года. За шестнадцать дней проката, в период с 19 июля по 3 августа, фильм сумел заработать 4 009 486 гонконгских долларов. Таким образом, «Несравненная пара зазнаек» занял пятую строчку в списке кассовых хитов гонконгского проката 1979 года.

## Восприятие
Авторы книги The Encyclopedia of Martial Arts Movies пишут, что «боевые искусства и хореография неплохи, декорации сюрреалистичны, а Фу Шэн исполняет тип ролей, который у него получается лучше всего». Кинокритик Борис Хохлов, представляющий сайт HKCinema.ru, называет картину «очень достойным образцом семидесятнического «уся» — сложным и по-хорошему «эпичным», но вполне прозрачным и понятным даже для западного зрителя».